# Ullevaal Stadion
Ullevaal Stadion este un stadion de fotbal din Oslo, Norvegia. El este stadionul de casă al echipei Vålerenga IF și al naționalei de fotbal a Norvegiei, și din 1948 este gazda anuală a Finalei Cupei Norvegiei la fotbal. De la deschiderea sa în 1926 până în 2009, a fost stadionul de casă al echiepi FK Lyn. Având o capacitate de 25.572 locuri, este cel mai mare stadion de fotbal din Norvegia. Arena are statut de stadion național și este deținut de Asociația de Fotbal a Norvegiei (NFF).